# Bobby Ray Parks
Bobby Ray Barbosa Parks jr. (Parañaque, 19 febbraio 1993) è un cestista filippino con cittadinanza statunitense.

## Biografia
Parks nasce nelle Filippine il 19 febbraio 1993 da Bobby Parks Sr., ex cestista statunitense e Marifer Barbosa, una donna filippina. Il padre, scelto al Draft NBA 1984 al terzo round dagli Atlanta Hawks, aveva girato il mondo prima di stabilirsi nelle Filippine, dove ha messo su famiglia dopo una lunga carriera cestistica terminata proprio nella lega filippina, la PBA.

## Carriera
Parks si è reso eleggibile per il draft NBA 2015, proiettandosi ad essere il primo giocatore locale filippino ad essere scelto a un draft NBA. Nonostante però varie sessioni di allenamento con squadre come i Jazz, i Mavericks e i Celtics, rimane undrafted ma viene scelto dai Dallas Mavericks per giocare la Summer League di quell'anno dove ottiene una media di 3 punti e 1,7 rimbalzi.
Nell'ottobre 2015 viene scelto al draft della NBA D-League dai Texas Legends al secondo round, diventando il secondo giocatore filippino ad essere scelto nella lega di sviluppo della NBA dopo Japeth Aguilar. Dopo due stagioni con statistiche mediocri, nel 2016 viene rilasciato dai Westchester Knicks, squadra che lo aveva scelto al draft della Development League lo stesso anno.
A fine 2016 decide così di tornare nelle Filippine, dove gira in varie squadre di alcune leghe semiprofessioniste prima di essere scelto come seconda scelta assoluta dai Blackwater Elite al draft PBA 2018.
Nel 2021 firma con i Nagoya Diamond Dolphins, squadra militante in B.League, la principale lega professionistica di pallacanestro del Giappone. Dopo tre stagioni con i Diamond Dolphins, si trasferisce all'Osaka Evessa.